# Accident ferroviaire de Big Bayou Canot

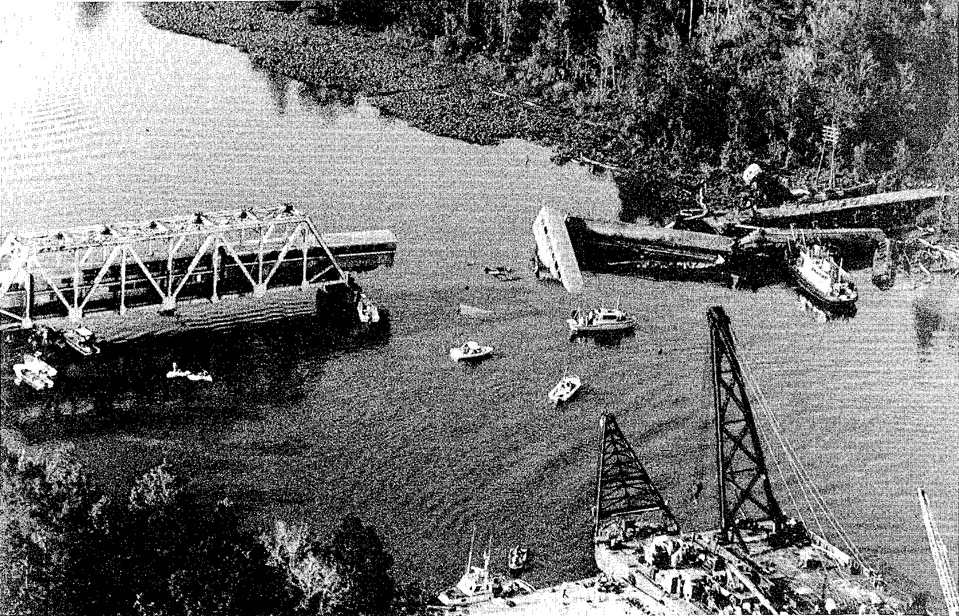
L'épave du Sunset Limited à Big Bayou Canot.

L'accident ferroviaire de Big Bayou Canot est le déraillement d'un train de l'Amtrak empruntant une ligne de CSX Transportation le 22 septembre 1993 sur un pont du fleuve Mobile, en Alabama. Huit minutes plus tôt, un convoi de barges avait décalé la travée du pont. Cet accident cause 47 décès et 103 blessés. Il s'agit du plus grave accident ferroviaire aux États-Unis depuis la survenue de l'accident ferroviaire de la baie de Newark dans le New Jersey en 1958.

## Chronologie
Peu avant l'accident, le bateau pousseur Mauvilla ainsi qu'un convoi de barges (détenu et exploité par Warrior and Gulf Navigation of Chickasaw, en Alabama) navigue sur le fleuve Mobile et s'engage par erreur dans le Big Bayou Canot, un bras non navigable où se trouve un pont ferroviaire appartenant à CSX Transportation. Le pilote du bateau, Willie Odom, n'a pas les qualifications requises pour lire son radar et il manque d'expérience ; un brouillard dense gêne la visibilité et Odom ne s'aperçoit pas qu'il ne respecte pas l'itinéraire prévu. En outre, le bateau ne comporte ni boussole, ni carte des fleuves. Odom croit se trouver sur le fleuve Mobile et pense que le radar signale devant lui un autre convoi de barges. L'enquête conclut qu'il n'est pas responsable, sur le plan pénal, de l'accident.
À 2 h 45 du matin, le Mauvilla heurte le pont. La travée était conçue pour pivoter afin de pouvoir convertir l'installation en pont tournant, sous réserve d'y mener les travaux nécessaires. Cette conversion n'a jamais eu lieu mais aucune mesure n'avait été prise pour prévenir la rotation accidentelle de la travée. Lorsque le Mauvilla heurte le pont, la travée se décale d'environ 90 centimètres par rapport à l'alignement : les rails présentent un virage marqué,.
Le train Amtrak Sunset Limited, tiré par trois locomotives et partant de Los Angeles à destination de Miami, transporte 220 personnes (passagers et équipage) ; il s'engage sur le pont à 2h53 du matin, à une vitesse d'environ 70 miles par heure, et déraille à l'endroit où les rails ont été enfoncés. La première locomotive s'engage dans la travée décalée, ce qui cause l'effondrement partiel du pont. La locomotive de tête s'encastre dans la rive, entraînant la chute dans le fleuve des autres voitures : les deux autres locomotives, le wagon à bagages, la voiture-lits et deux des six voitures passager. Les réservoirs des locomotives, qui comportent chacun plusieurs centaines de gallons de diesel, éclatent sous l'impact : il se produit une fuite massive de carburant et un incendie. Quarante-sept personnes décèdent, dont 42 passagers, soit par noyade, soit en raison de l'incendie. Parmi les survivants, 103 sont blessés. Les quatre membres de l'équipage du bateau pousseur sont indemnes. Au moment du déraillement, la locomotive de tête venait d'entrer en service depuis 20 jours.
Bien que la travée ait été déformée, les rails soudés ne se sont pas brisés. Par conséquent, le circuit de voie, en amont du pont, n'enregistre pas l'anomalie et les feux restent au vert. Si l'un des rails avait rompu, le circuit de contrôle aurait enregistré le problème : les feux auraient viré au rouge et le conducteur du train aurait pu freiner pour limiter la gravité de l'accident.
Un épisode de la série documentaire Seconds From Disaster du National Geographic revient sur l'accident et corrobore les conclusions officielles ; les journalistes apprennent également que le train avait été retardé à la Nouvelle-Orléans à cause de réparations sur la climatisation et les sanitaires. Par conséquent, le convoi avait trente minutes de retard ; s'il était parti à l'heure, l'accident n'aurait pas eu lieu,.

### Documentation
- (en) Ronald Smothers, « Dozens are killed in wreck of train in Alabama bayou », The New York Times,‎ 23 septembre 1993 (lire en ligne).
- (en) Tim Palmer, « Experience: I swam out of a train », The Guardian,‎ 31 octobre 2014 (lire en ligne).